# Gloria Ríos
Gloria Ríos, nome artístico de Gloria Ramírez Gómez (San Antonio, Texas, Estados Unidos, 17 de dezembro de 1928 - 2 de março de 2002), foi uma cantora, atriz e dançarina americana, primeira mulher a gravar uma canção de gênero rock and roll em espanhol no Mexico em 1956.   

## Trajetória
De origem americana, teve uma infância difícil, trabalhando prematuramente em tarefas como a colheita do algodão. Aos 16 anos emigrou para o México trabalhando em boates, onde se relacionou com gente do meio artístico e conheceu o comediante Adalberto Martínez "Resortes", com quem casou. Depois de fazer filmes juntos e aparecer em dezenas de shows, o casal se separou por causa do crescente sucesso de Ríos em comparação com a carreira artística de "Resortes".
Formada na interpretação musical de ritmos como o jazz, decidiu incorporar o rock and roll em seu shows musicais. Além de seu estilo de interpretar este gênero, criou uma forma única de dançá-lo,  fato que não só foi copiado por outros grupos pioneiros de rock and roll no México que os incorporaram em suas interpretações, mas Ríos ensinou outros artistas como Silvia Pinal, Kitty de Hoyos e La India María . 
Gloria Ríos casou-se com o músico Mario Patron, com quem formou o grupo Las Estrellas del Ritmo. Este grupo lançaria em 1956 o que é considerado por alguns escritores como a primeira canção do gênero rock and roll gravada no México e que seria um sucesso, "El relojito", uma reversão do clássico "Rock Around The Clock" de Bill Halley e His Cometas.  O grupo, pioneiro na formação de um grupo de músicos dedicados à interpretação específica do rock and roll, faria uma turnê pelos Estados Unidos e países europeus. com integrantes que se destacariam no jazz mexicano, como Chilo Morán. 
Ele se aposentou em 1971.

## Trabalhos

### Filmografia
- Voces de primavera (1947)
- El gallo giro (1948)
- Barrio bajo (1950)
- Una mujer decente (1950)
- Buenas noches, mi amor (1950)
- Melodías inolvidables (1959)
- El marido de mi novia (1951)
- Puerto tentación (1951)
- Te sigo esperando (1952)
- Las locuras del rock and roll (1956)
- Juventud desenfrenada (1956)
- Los chiflados del rock & roll (1957)
- La rebelión de los adolescentes (1957)
- Concurso de belleza (1958)
- Cuentan de una mujer (1958)
- Muertos de miedo (1958)
- Melodías inolvidables de 1959